# جايمي رويز
جايمي رويز (بالإسبانية: Jaime Ruiz) (27 ديسمبر 1975 في المكسيك - ) هو لاعب كرة قدم مكسيكي في مركز الوسط. لعب مع كروز آزول ونادي نيكاكسا وأتلاتيكو إيرابواتو وتيبورونيس روخوس دي فيراكروز ونادي سيلايا ودورادوس سينالوا ونادي موريليا الرياضي وتامبيكو ماديرو.

## وصلات خارجية
- جايمي رويز على موقع قاعدة بيانات كرة القدم.إي يو (الإنجليزية)